# Мала медична енциклопедія
Малая медицинская энциклопедия, скор. ММЭ (укр. Мала медична енциклопедія; ММЕ) — перше оригінальне багатотомне радянське енциклопедичне видання, призначене для практичного лікаря.

## Передісторія
У Російській імперії оригінальних медичних енциклопедій не видавали. У 1927—1930 роках була видана «Малая энциклопедия практической медицины» (укр. «Мала енциклопедія практичної медицини») у 6 томах під редакцією В. П. Осипова, укладачі якої ставили перед собою завдання «... подати в невеликому обсязі якомога повніший збірник статей, необхідних і корисних для практичного лікаря...».
Однак, попри наявність у виданні статей, написаних провідними радянськими клініцистами, загалом енциклопедія не відповідала поставленому завданню, за оцінкою ВМЕ. Насамперед були недостатньо представлені матеріали з теоретичної медицини. Обсяг теоретичного матеріалу становив лише 10,5% від загального обсягу, причому понад половину з нього займали фармацевтичні статті, що містили переважно практичну інформацію. Матеріали з фізіології, генетики, мікробіології та інших фундаментальних медико-біологічних наук подавалися фрагментарно, без зв'язку з клінічним матеріалом.
Багато статей відображали суб'єктивну точку зору авторів. Представлення окремих клінічних дисциплін не відповідало їх значимості в практичній діяльності. Чимало клінічних статей за змістом більше відповідали інтересам лікарів певних спеціальностей, аніж потребам лікарів загальної практики. Усе це стало причиною того, що досвід підготовки «Малої енциклопедії практичної медицини» практично не був використаний при створенні наступних радянських медичних енциклопедій.
Перше видання Великої медичної енциклопедії, призначене як для практичного лікаря, так і для науковців, викладачів, організаторів охорони здоров'я та студентів вищих медичних навчальних закладів. У процесі роботи над цим виданням уперше було закладено основи теорії та методології радянського медичного енциклопедичного проєктування. Випуск першого видання було завершено у 1936 році.
У повоєнні роки перед радянськими медичними енциклопедистами було послідовно поставлено завдання узагальнити досвід радянської медицини у період Другої світової війни та відобразити розвиток медичної науки 1940—1950-х років. У результаті було підготовано й видано друге видання Великої медичної енциклопедії. Проте порівняно невеликий наклад не зміг задовольнити потреби кількості практикуючих лікарів, яка зросла. На часі було питання про створення спеціальної медичної енциклопедії для лікаря-практика. Таким виданням стала Мала медична енциклопедія (ММЕ).

## Опис
Хоча обсяг теоретичного матеріалу у ММЕ невеликий (18,1% від загального обсягу видання), статті ММЕ не мають утилітарного прикладного характеру. Про це, зокрема, свідчить порівняно великий обсяг інформації про нормальну будову та функції органів і систем (загальнобіологічні дані, матеріали з нормальної анатомії, фізіології, біологічної хімії, гістології, ембріології тощо). У теоретичних статтях ММЕ було висвітлено результати досліджень другої половини 1960-х років.
Відповідно до постанови ЦК КПРС і Ради Міністрів СРСР «Про заходи щодо подальшого розвитку біологічної науки та зміцнення її зв'язку з практикою» (1963), матеріали з біологічних питань були очищені від окремих помилкових поглядів і суб'єктивізму. Це, зокрема, стало причиною відносно ширшого, у порівнянні з другим виданням ВМЕ, представлення в ММЕ деяких теоретичних дисциплін — таких як генетика, імунологія та ін. До недоліків ММЕ можна віднести надмірну деталізацію у викладі теоретичних матеріалів, зокрема з нормальної анатомії та загальної хімії.
Матеріали медико-соціальних розділів займають 11% загального обсягу ММЕ. У ній широко представлені питання гігієни довкілля — зокрема, матеріали щодо санітарного захисту джерел водопостачання, ґрунту, атмосферного повітря, гігієни харчування, населених пунктів, житлових і громадських будівель, різних галузей промислового виробництва. Також є детальна інформація про проведення протиепідемічних заходів, порядок і зміст профілактичних медичних оглядів різних контингентів населення тощо. Статті, присвячені проблемам гігієни, епідеміології та організації охорони здоров'я, містять практичні рекомендації щодо виконання відповідних заходів.
У ММЕ було застосовано нові форми подання та систематизації енциклопедичної медичної інформації. Зокрема, у 12-му томі, як додаток, уперше в енциклопедичній практиці опубліковано таблиці, присвячені переважно питанням диференційної діагностики, невідкладної допомоги, імунопрофілактики та імунотерапії різних інфекцій, ролі тварин (ссавців, птахів, членистоногих тощо) у носійстві й передачі людині збудників інфекцій і інвазій, клініко-генетичній характеристиці низки спадкових захворювань тощо. Ці таблиці, які дозволяли об'єднувати та порівнювати довідкові дані з різних статей ММЕ, «викликали значний інтерес у читачів». Досвід підготовки таких таблиць отримав широке застосування в наступних радянських медичних енциклопедіях — зокрема, у Короткій медичній енциклопедії та третьому виданні Великої медичної енциклопедії.